# ウエディングステージ
『マイナビウエディングpresents ウエディングステージ』は、2013年10月1日から2016年3月31日までTBS系列で放送されたミニ番組。全127回。マイナビ（「マイナビウエディング」名義）の一社提供。

## 概要
ふたりらしい結婚式を挙げたカップルと、その舞台（ステージ）となった結婚式場を紹介する）。原則として地上波・BSともに同じ放送時間ではあるが、地上波版では後述のように柔軟な番組編成をとる場合があるため、BS版の方が実質的に放送時間が長い。

## 放送時間

### TBSテレビ
| 放送期間   | 放送期間   | 放送時間（JST）           |
| ---------- | ---------- | ------------------------- |
| 2013.10.01 | 2014.03.25 | 火曜 21:54 - 22:00（6分） |
| 2014.04.03 | 2015.10.01 | 木曜 21:54 - 22:00（6分） |
| 2015.10.08 | 2016.03.31 | 木曜 21:49 - 21:54（5分） |

- 火曜時代は『内村とザワつく夜』・『100秒博士アカデミー』、木曜移動後は『木曜ドラマ劇場』（2015年10月より『ニンゲン観察バラエティ モニタリング』）などの拡大版によって放送時間が変動する事がある。木曜の放送になってからは22時台に繰り下げる時もあれば、『木曜ドラマ劇場』が22時台の『櫻井有吉アブナイ夜会』に直接ステブレレス接続になる事によって、「枠交換」というかたちで23時台まで繰り下がる事もある。
- 木曜移動後では、前述の特別編成で放送時間が「3分」に縮小される時もある。

放送休止の例
- 火曜時代
  - 2013年12月31日は『KYOKUGEN』のため休止。
  - 2014年2月11日は「ソチオリンピック」中継のため休止。
- 木曜時代
  - 2015年1月1日は『ドリーム東西ネタ合戦』のため休止。
  - 2015年8月27日は『2015年世界陸上競技選手権大会』のため休止。なお翌9月3日は通常通り放送したが、3日後の6日（日曜）には、22:09 - 22:15（『日曜劇場 ナポレオンの村』拡大版のため枠繰り下げ）に差し替え版を放送した。
  - 2015年12月31日は『KYOGUGEN』のため休止。なお前週の24日は通常通り放送（ただし22:48に繰り下げ）、また2日前の22日（火曜日）には22:48で差し替え版を放送した。

### BS-TBS
毎週月曜 22:54 - 23:00

## 出演者

### ナレーター
- 田中みな実（担当当時TBSアナウンサー／2013年10月 - 2014年9月）
- 佐藤渚（担当当時TBSアナウンサー／2014年10月 - ）

### イラスト
- 小鳥遊しほ

## 主なスタッフ
- 製作：TBS